# Loide Augusto
Loide António Augusto znany jako Loide Augusto (ur. 26 lutego 2000 w Luandzie) – angolski piłkarz grający na pozycji lewoskrzydłowego. Od 2023 jest zawodnikiem klubu Konyaspor.

## Kariera klubowa
Swoją karierę piłkarską Augusto rozpoczynał w 2018 roku w juniorach Sportingu CP. W 2020 roku stał się członkiem zespołu rezerw Sportingu, grającego w trzeciej lidze portugalskiej. Latem 2021 przeszedł do drugoligowego SC Farense. W nim zadebiutował 10 sierpnia 2021 w przegranym 1:3 wyjazdowym meczu z Leixões SC. Zawodnikiem Farense był przez rok.
Latem 2022 Augusto przeszedł do innego portugalskiego drugoligowca, CD Mafra. Swój debiut w nim zaliczył 6 sierpnia 2022 w przegranym 1:3 wyjazdowym meczu z UD Oliveirense. W CD Mafra grał przez sezon.
Latem 2023 Augusto został zawodnikiem tureckiego Alanyasporu. Swój debiut w nim zanotował 14 sierpnia 2023 w wygranym 2:0 domowym spotkaniu z İstanbul Başakşehir.
| Sezon   | Klub          | Kraj       | Rozgrywki       | Mecze | Bramki |
| ------- | ------------- | ---------- | --------------- | ----- | ------ |
| 2020/21 | Sporting CP B | Portugalia | Liga 3          | 14    | 1      |
| 2021/22 | SC Farense    | Portugalia | Liga Portugal 2 | 8     | 2      |
| 2022/23 | CD Mafra      | Portugalia | Liga Portugal 2 | 22    | 6      |

## Kariera reprezentacyjna
W reprezentacji Angoli Augusto zadebiutował 25 marca 2021 roku w przegranym 0:1 meczu kwalifikacji do Pucharu Narodów Afryki 2021 z Gambią, rozegranym w Bakau. W 2024 roku został powołany do kadry na Puchar Narodów Afryki 2023. W tym turnieju rozegrał jeden mecz grupowy, z Algierią (1:1).